# Megan Leavey (film)
A Megan Leavey (más címen: Rex) 2017-ben bemutatott amerikai életrajzi filmdráma, melyet Pamela Gray, Annie Mumolo és Tim Lovestedt forgatókönyvéből Gabriela Cowperthwaite rendezett. A főbb szerepekben Kate Mara, Edie Falco, Common, Ramón Rodríguez és Tom Felton látható.
A forgatás 2015. október 12-én kezdődött Charlestonban (Dél-Karolina). Az Amerikai Egyesült Államokban 2017. június 5-én mutatták be. Magyarországon DVD-n jelent meg szinkronizálva.
A filmet megtörtént események ihlették.

## Cselekmény
Az Amerikai Tengerészgyalogság tizedese, Megan Leavey a katonai rendőrségnél szolgált K9-es kutyavezetőként. Besorolták a Rex nevű katonakutya mellé. A páros Irakban egyaránt szolgált. Először Fallujahban telepedtek le 2005-ben, majd 2006-ban Ramádiban, ahol mindketten súlyosan megsebesültek egy robbanás következtében. Leavey elnyerte a Purple Heart és a Haditengerészet és Tengerészgyalogságért felelős érmet, egy „V” készülékkel denotáló hősiességi harcban.
2012-ben Rex kifejlett arcideg bénulást szenvedett, amelynek során megszűnt aknakereső feladatai. Leavey 2012 áprilisában Chuck Schumer szenátor beavatkozásával tudta befogadni őt. Rex 2012. december 22-én halt meg.

## Szereplők
| Szerep                           | Színész          | Magyar hang            |
| -------------------------------- | ---------------- | ---------------------- |
| Megan Leavey tizedes             | Kate Mara        | Vadász Bea             |
| Jackie Leavey, Megan anyja       | Edie Falco       | Vándor Éva             |
| Gunnery Sergeant Martin          | Common           | Galambos Péter         |
| Matt Morales tizedes             | Ramón Rodríguez  | Horváth-Töreki Gergely |
| Andrew Dean, veterán kutyavezető | Tom Felton       | Zámbori Soma           |
| Michael Forman                   | Damson Idris     | Hamvas Dániel          |
| Dr. Turbeville                   | Geraldine James  | Szórádi Erika          |
| Bob Leavey, Megan apja           | Bradley Whitford | Barbinek Péter         |
| Jim                              | Will Patton      | Bácskai János          |
| Walters                          | Jonathan Howard  | Szabó Máté             |

## Fogadtatás
A film általánosságban pozitív véleményeket kapott a kritikusoktól, világszerte több mint 14 millió dolláros bevételt tudott összegyűjteni. A Metacritic oldalán a film értékelése 66% a 100-ból, ami 25 véleményen alapul. A Rotten Tomatoeson a Megan Leavey 87%-os minősítést kapott, 97 értékelés alapján.
A Megan Leavey A rabló szeme és A múmia című filmekkel egy időben jelent meg, és mintegy 3 millió dollárt termelt a nyitóhétvégén. Végül 3,8 millió dollárt ért el és a 8. helyen végzett a bevételi listán.